# Bally (India)
Bally is een census town in het district Haora van de Indiase staat West-Bengalen. Het is een voorstad van de metropool Calcutta en ligt aan de rivier Hooghly.

## Demografie
Volgens de Indiase volkstelling van 2001 wonen er 92.906 mensen in Bally, waarvan 53% mannelijk en 47% vrouwelijk is. De plaats heeft een alfabetiseringsgraad van 79%.